# Orphéon
Das Orphéon (von französisch Orphée, Orpheus, katalanisch: Orfeó) war eine musikalische Laienbewegung in Frankreich, die im 19. Jahrhundert auf dem Gebiet des Chorgesanges große Bedeutung erlangte. Der Begriff wurde später auf die an der Bewegung beteiligten Chöre übertragen. In Katalonien wurde diese Bewegung aufgegriffen und ist bis heute in Form der Orfeós oder Volkschöre kulturell bedeutend.

## Geschichte
Das Orphéon geht auf musikalische Elementarkurse zurück, die der französische Musikpädagoge Guillaume Louis Wilhelm (eigentlich Louis Bocquillon) seit 1819 an Pariser Volksschulen einführte. 1829 wurde diese Methode offiziell als Unterrichtsmethode vorgeschrieben. Ab 1830 begann Wilhelm, seine Schüler aus mehreren Schulen zum gemeinsamen Chorsingen zu versammeln. Daraus gingen um 1833 die Écoles populaires de chant zur Pflege des A-Capella-Gesangs hervor. Diesen gab Wilhelm den Namen Orphéon. 1836 richtete er ähnliche Veranstaltungen für Erwachsene als Abendkurse ein.
Nach dem Vorbild dieser von musikpädagogischen Konzepten getragenen Chorbewegung konstituierten sich in ganz Frankreich unter dem Namen Orphéon Gesangsvereine, die sogenannten Societés chorales. Dem Pariser Orphéon wurden zentrale Verwaltungsaufgaben der Bewegung, für die Gesangsvereine und für die musikerzieherische Arbeit an den Schulen, zugesprochen.
Die ersten Direktoren des Pariser Orphéon waren Guillaume Louis Wilhelm, Joseph Hubert, Charles Gounod und François Bazin. Ab 1834 wurden öffentliche Konzerte der Bewegung in Paris gegeben. Ab 1849 wurden Wettbewerbe verschiedener Orphéons in verschiedenen französischen Städten veranstaltet. An einem englisch-französischen Chorfestival 1860 in London nahmen 137 Vereine mit 3000 Sängern teil; bei anderen Sängertreffen kamen bis zu 8000 Mitwirkende zusammen.
Josep Anselm Clavé führte dieses Chorkonzept in Katalonien ein. In Katalonien, Valencia und auf den Balearen wurden zahlreiche Orfeós wie der Orfeó Barcelonès (1853), der Orfeó Lleidata (1861), der Orfeó Català (1891), der Orfeó Mercantil de Palma oder der Orfeó Maonès gegründet. Im restlichen Spanien war die Orfeó-Bewegung deutlich schwächer ausgeprägt und betraf nur Nordspanien. Hier gab es in San Sebastian den Orfeón Donastiarra (ab 1897) und in Pamplona den Orfeón Pamplonés. Nach dem spanischen Bürgerkrieg gewann die Orfeó-Bewegung in Katalonien erst Mitte der 1950er Jahre ihre Vitalität zurück. 1960 wurde das Sekretariat der Orfeons de Catalunya eingerichtet, das 1982 zur Föderation katalanischer Chöre umorganisiert wurde. Die katalanischen Orfeós unterschieden sich insofern von den französischen, als dass sie bereits sehr früh auch Frauen offen standen. Dies ermöglichte eine starke Verbreiterung des Repertoires.
Das Repertoire der französischen Orphéons und der katalanischen Orfeós umfasste neben weniger anspruchsvollen Werken auch Opernchöre und eigens für diese Chöre komponierte Werke von Adolphe Adam, Charles Gounod, Hector Berlioz, Giacomo Meyerbeer und anderen Komponisten. Verschiedene Zeitschriften wie La France orphéonique, L’Echo des Orphéons und L’Orphéon in Frankreich sowie El Eco de Euterpe (gegr. 1859) und El Metrónomo (gegr. 1863) in Katalonien unterstützten die Arbeit der Vereine. Im Anschluss an die Gesangvereine und Chöre wurden Blasorchester und vereinzelt auch Laiensymphonieorchester gegründet.